# Melville Schachter
Melville Schachter (* 22. September 1920 in Montreal; † 18. Mai 2000 in London) war ein kanadischer Mediziner.
Nach seinen Studien in Kanada wanderte er 1950 nach London aus, wo er bis 1953 am National Institute for Medical Research und von 1953 bis 1954 am Lister Institute arbeitete. Von 1954 bis 1965 arbeitete er am University College London.
1965 kehrte er nach Kanada zurück und leitete bis 1985 die Abteilung für Physiologie an der University of Alberta. Er ist international bekannt für seine Arbeiten über die Physiologie und Pharmakologie von endogenen vasoaktiven Substanzen.
1995 wurde er für seine Arbeiten über Kinine mit der E. K. Frey – E. Werle Commemorative Medal ausgezeichnet.